# 銅(III)酸カリウム
銅(III)酸カリウム は銅とカリウムの複酸化物で化学式KCuO2で表される物質である。青色の固体。

## 合成
- 酸化銅(II)と超酸化カリウムを加熱することで得られる。

{\displaystyle {\ce {2CuO\ + 2KO2 -> [400-500^oC] 2KCuO2\ + O2}}}